# Poropuntius faucis
Poropuntius faucis är en fiskart som först beskrevs av Smith, 1945.  Poropuntius faucis ingår i släktet Poropuntius och familjen karpfiskar. IUCN kategoriserar arten globalt som livskraftig. Inga underarter finns listade i Catalogue of Life.